# Текстообработващ процесор
Текстообработващият процесор е електронно устройство или софтуерно приложение (програма за текстообработка), който се използва за писане/набиране, редактиране и форматиране на документи. Текстообработката е една от първите употреби, реализирани на компютър и една от най-разпространените. Повечето съвременни текстообработващи програми използват графичен потребителски интерфейс и WYSIWYG техника.